# Amerikaanse bosruiter
De Amerikaanse bosruiter (Tringa solitaria) (in het Engels Solitary Sandpiper)
is een vogel uit de familie Scolopacidae. 

## Verspreiding
Deze soort komt voor in vrijwel geheel Noord-Amerika en is te vinden langs riviertjes, poelen en meertjes waar hij langs de waterkant op zoek is naar voedsel. Er zijn twee ondersoorten:
- T. s. cinnamomea: Alaska en westelijk Canada.
- T. s. solitaria: van oostelijk Brits-Columbia tot Labrador.

### Voorkomen in Nederland
Deze soort is een zeldzame dwaalgast in West-Europa die slechts één keer in Nederland is gezien. In 2017 zat er enkele dagen een Amerikaanse bosruiter op Noord-Beveland in Zeeland.

## Kenmerken
De Amerikaanse bosruiter lijkt op witgatje (ook donkere ondervleugels) maar de stuit en de middelste staartpennen zijn donkerbruin. Hij heeft geen vleugelstreep. Wel een opvallende witte oogring. Zijn snavel en poten zijn gemiddeld langer dan de bosruiter en zijn snavel is heel licht gebogen.

## Geluid
Zijn roep is een dun, vaak 2- of 3-lettergrepig gefluit 'piet-wiet-wiet' als van oeverloper, maar dan iets zachter.

## Status
De grootte van de populatie is in 2018 geschat op 150 duizend vogels. Op de Rode lijst van de IUCN heeft deze soort de status niet bedreigd.

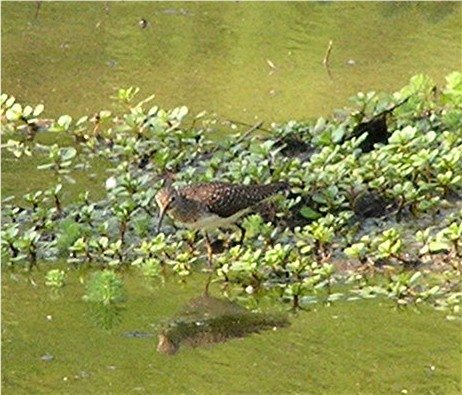